# Bungō Stray Dogs
Bungō Stray Dogs (文豪ストレイドッグス Bungō Sutorei Doggusu?, lit. Perros callejeros literarios) es una serie de manga escrita por Kafka Asagiri e ilustrada por Sango Harukawa. Ha sido serializada en la revista Young Ace de la editorial Kadokawa Shōten desde 2012, contando hasta la fecha cuenta con veintiséis volúmenes publicados. Una adaptación a serie de anime comenzó a transmitirse el 7 de abril de 2016, siendo producida por el estudio de animación Bones y dirigida por Takuya Igarashi. El anime ha sido dividido en dos partes y se anunció la transmisión de su segunda temporada el 6 de octubre de 2016. La segunda temporada finalizó el 22 de diciembre de 2016 con veinticuatro episodios. En agosto de 2017, fue lanzado un OVA titulado Bungō Stray Dogs: Hitori Ayumu, junto con el volumen número trece del manga.
Una película animada titulada Bungō Stray Dogs: Dead Apple, fue anunciada en la página web oficial el 19 de febrero de 2017. Dicha película fue estrenada el 3 de marzo de 2018. Una tercera temporada fue emitida entre el 12 de abril y el 28 de junio de 2019. Una cuarta temporada fue emitida entre el 5 de enero y el 29 de marzo de 2023. Una quinta temporada se estrenó en julio de 2023.

## Argumento
Atsushi Nakajima es un adolescente que fue expulsado de su orfanato y en consecuencia, se ve obligado a vivir en las calles. Mientras se encuentra de pie junto a un río en el borde de la hambruna, rescata a un hombre que intentaba suicidarse en el mismo. Ese hombre resulta ser Osamu Dazai, quien junto a su compañero, Doppo Kunikida, forman parte de una agencia de detectives especial; una agencia de detectives cuyos miembros poseen diversos poderes sobrenaturales y hacen frente a los casos que son muy peligrosos o difíciles para la policía o el ejército. Atsushi, además, se entera de que los dos hombres están tras la pista de un tigre que ha aparecido en la zona recientemente, al mismo tiempo que él llegó a la ciudad. El tigre parece tener una conexión con Atsushi y mientras el caso se resuelva, está claro que el futuro de Atsushi implicará mucho más de Dazai y el resto de los detectives.
Muchos de los personajes han sido nombrados como escritores famosos, mientras que sus poderes llevan los nombres de sus obras o personajes, incluyendo a Ryūnosuke Akutagawa, Atsushi Nakajima, Agatha Christie, Osamu Dazai, Fiódor Dostoyevski, Rampo Edogawa, Edgar Allan Poe, Mark Twain, Kyōka Izumi, Kenji Miyazawa, Doppo Kunikida y Akiko Yosano.

## Media

### Manga
Escrito por Kafka Asagiri e ilustrado por Sango Harukawa, el manga comenzó su serialización en la revista Young Ace de Kadokawa Shōten en 2012. Kadokawa ha recopilado la serie en veintiséis volúmenes tankōbon. Ha sido licenciado para su publicación en Estados Unidos por Yen Press. El manga Bungou Stray Dogs Koushiki Anthology: Rei fue lanzado el 31 de octubre de 2016.

#### Lista de volúmenes
| Número | Fecha de publicación    | ISBN                   |
| ------ | ----------------------- | ---------------------- |
| 1      | 4 de abril de 2013      | ISBN 978-4-04-120673-7 |
| 2      | 4 de agosto de 2013     | ISBN 978-4-04-120835-9 |
| 3      | 4 de diciembre de 2013  | ISBN 978-4-04-120952-3 |
| 4      | 4 de abril de 2014      | ISBN 978-4-04-121093-2 |
| 5      | 4 de agosto de 2014     | ISBN 978-4-04-101539-1 |
| 6      | 4 de diciembre de 2014  | ISBN 978-4-04-101540-7 |
| 7      | 2 de marzo de 2015      | ISBN 978-4-04-102915-2 |
| 8      | 4 de septiembre de 2015 | ISBN 978-4-04-102916-9 |
| 9      | 29 de diciembre de 2015 | ISBN 978-4-04-102917-6 |
| 10     | 4 de junio de 2016      | ISBN 978-4-04-104283-0 |
| 11     | 4 de octubre de 2016    | ISBN 978-4-04-104286-1 |
| 12     | 27 de marzo de 2017     | ISBN 978-4-04-104287-8 |
| 13     | 4 de agosto de 2017     | ISBN 978-4-04-105041-5 |
| 14     | 4 de diciembre de 2017  | ISBN 978-4-04-106394-1 |
| 15     | 4 de junio de 2018      | ISBN 978-4-04-1069356  |
| 16     | 4 de diciembre de 2019  | ISBN 978-4-04-1069356  |
| 17     | 1 de mayo de 2019       | ISBN 978-4-04-108133-4 |
| 18     | 28 de diciembre de 2019 | ISBN 978-4-04-108134-1 |
| 19     | 3 de julio de 2020      | ISBN 978-4-04-109448-8 |
| 20     | 4 de diciembre de 2020  | ISBN 978-4-04-109471-6 |
| 21     | 3 de agosto de 2021     | ISBN 978-4-04-111355-4 |
| 22     | 4 de marzo de 2022      | ISBN 978-4-04-112192-4 |
| 23     | 28 de diciembre de 2022 | ISBN 978-4-04-112864-0 |
| 24     | 4 de septiembre de 2023 | ISBN 978-4-04-113910-3 |
| 25     | 4 de junio de 2024      | ISBN 978-4-04-115002-3 |
| 26     | 4 de febrero de 2025    | ISBN 978-4-04-115937-8 |
| 27     | 4 de septiembre de 2025 | ISBN 978-4-04-116525-6 |

### Novela ligera
Cinco novelas ligeras basadas en el manga, escritas por Asagiri y con ilustraciones de Harukawa, también han sido publicadas por Kadokawa.
| Número | Fecha de publicación | ISBN                   |
| ------ | -------------------- | ---------------------- |
| 1      | 1 de abril de 2014   | ISBN 978-4-04-101312-0 |
| 2      | 1 de agosto de 2014  | ISBN 978-4-04-101713-5 |
| 3      | 1 de mayo de 2015    | ISBN 978-4-04-102332-7 |
| Gaiden | 30 de enero de 2016  | ISBN 978-4-04-103730-0 |
| 5      | 1 de octubre de 2016 | ISBN 978-4-04-104049-2 |

### Anime
Una adaptación a serie de anime por parte del estudio de animación Bones fue dirigida por Takuya Igarashi y escrita por Yōji Enokido, Nobuhiro Arai y Hiroshi Kanno fueron los principales directores de la animación, mientras que el primero sirvió también como diseñador de personajes junto con Ryō Hinata. Taku Iwasaki compuso la música de la serie. Kazuhiro Wakabayashi fue el director de sonido en Glovision. Adicionalmente, Yumiko Kondou fue el director artístico, Yukari Goto el diseñador del color, Tsuyoshi Kanbayashi se encargó de la dirección de fotografía y Shigeru Nishiyama, el editor. El tema de apertura es Trash Candy por Granrodeo, mientras que el tema de cierra es Namae wo Yobu yo ((名前を呼ぶよ lit. Te llamaré por tu nombre?) de Luck Life.
El anime ha sido dividido en dos partes; la primera mitad cuenta con doce episodios y se emitió desde el 7 de abril de 2016 al 23 de junio de 2016, siendo transmitida en Tokyo MX, TVS, CTC, tvk, GBS (Gifu Broadcasting), Mie TV, SUN, TVQ Kyushu y BS11. La segunda mitad, también de doce episodios, comenzó a transmitirse el 6 de octubre de 2016 y finalizó el 22 de diciembre. El tema de apertura es Reason Living por Screen Mode, y el de cierre es Kaze ga Fuku Machi por Luck Life. 
Un OVA fue incluido en el volumen número 13 de la edición limitada del manga, el cual fue publicado el 31 de agosto de 2017. Fue licenciado en Estados Unidos por Crunchyroll, mientras que en el Reino Unido por Anime Limited.

## Recepción
El volumen número once del manga ha sido uno de los mangas más vendidos durante el mes de octubre de 2016, con 178.323 ejemplares. La obra también fue la 25º más vendida durante 2016. Habiendo sido publicados 11 volúmenes, las ventas en territorio japonés habían llegado a las 1.879.623 copias, durante el período comprendido entre el 23 de noviembre de 2015 y el 20 de noviembre de 2016. La revista especializada en libros y manga Da Vinci de Kadokawa y Media Factory, ha revelado la lista de la 17.ª edición del "libro del año". El manga de Kafka Asagiri y Sango Harukawa ha obtenido el 31.er puesto del ranking de mangas, compartiéndolo con Mahō Tsukai no Yome de Kore Yamazaki. Dicho ranking no sólo contempla las ventas (en este caso, de los volúmenes 1 al 11), sino también por los votos de 5.117 personas, que incluyen: críticos literarios, escritores y empleados de librerías.
El cuarto volumen de la novela, 55 Minutes, ha sido el décimo más vendido en su semana de lanzamiento, con 12.461 copias, llegando durante el mes de octubre de 2016 a vender 47.671 copias. La novela Bungou Stray Dogs: Rakugaki Techou ha vendido 13.890 copias en su semana de lanzamiento. La novela Dazai Osamu no Nyuusha Shiken fue la 15º novela más vendida durante el período comprendido entre el 23 de noviembre de 2015 y el 20 de noviembre de 2016, con 292.746 ventas.
El anime ha sido considerado como una de las diez mejores series emitidas entre octubre de 2015 y septiembre de 2016, obteniendo así el Newtype Anime Awards de la edición de 2016 en dicha categoría. La franquicia también ha sido la 25º más prolífica en el período comprendido entre el 20 de diciembre de 2015 y el 11 de diciembre de 2016 en Japón. Ha recaudado un total de ¥1.878.804.092 en la venta de mercancía, tales como DVDs y Blu-Ray, mangas, novelas y música.
La segunda temporada de la serie ha sido elegida como la segunda mejor en la edición 2017 de los Newtype Anime Awards. Sólo fue superada por Fate/Apocrypha. Este galardón fue seleccionado por los fanes, contemplando las series televisadas entre octubre de 2016 y septiembre de 2017. A su vez, los personajes Osamu Dazai, Chūya Nakahara y Sakunosuke Oda fueron elegidos como los 2º, 3º y 10º mejores personajes masculinos, respectivamente. Kyōka Izumi y Akiko Yosano fueron los 3º y 8º mejores personajes femeninos, respectivamente. TRASH CANDY de Granrodeo, Kaze ga Fuku Machi de Luck Life y Reason Living de Screen Mode fueron las 4º, 5º y 9º mejores canciones, considerando que el OST de la serie fue elegido como el 3º mejor de este período. Takuya Igarashi fue elegido como el mejor director, Yōji Enokido como el 2º mejor guionista, y Nobuhiro Arai y Harukawa35 electos como los mejores diseñadores de personajes en el período ya mencionado. En el año 2021, se anunció una novela ligera, Storm Bringer